# Ángel Cabrera (zoologiste)
Pour les articles homonymes, voir Cabrera et Ángel Cabrera.
Ángel Cabrera est un zoologiste espagnol, né le 19 février 1879 à Madrid et mort le 8 juillet 1960 à La Plata en Argentine.
Il étudie à l’Université de Madrid et travaille, à partir de 1902, au Musée royal de sciences naturelles. Il participe à plusieurs missions scientifiques au Maroc. En 1925, Cabrera part s’installer définitivement en Argentine. Il dirige le département de paléontologie des vertébrés du muséum de La Plata et explore la Patagonie et Catamarca. Il fait notamment paraître Mamíferos Sudamericanos (1940).
Il effectua également quelques travaux en botanique. Néanmoins, il ne doit pas être confondu avec son fils Ángel Lulio Cabrera.